# La Baie du désir
La Baie du désir («La bahía del deseo» en español) es una película dramática erótica francesa de 1964 dirigida por Max Pécas y Radley Metzger (sin acreditar).

## Argumento
Una joven pareja se enreda con una mujer joven, lo que tiene trágicas consecuencias.

## Reparto
- Fabienne Dali como Greta / La maitresse / La mujer.
- Sophie Hardy como Mathias / La prima.
- Jean Valmont como Claude / El amante de Greta.
- François Dyrek como El padre / El cazador.